# Valentin Dimoc
Valentin Cabbigat Dimoc (ur. 14 lutego 1969 w Lagawe) – filipiński duchowny katolicki, wikariusz apostolski Bontoc-Lagawe od 2015.

## Życiorys

### Prezbiterat
Święcenia kapłańskie otrzymał 19 maja 1998 i został inkardynowany do wikariatu apostolskiego Bontoc-Lagawe. Pracował jako przełożony kilku placówek misyjnych na terenie wikariatu. Był także dyrektorem diecezjalnego centrum akcji socjalnych.

### Episkopat
6 maja 2015 papież Franciszek mianował go wikariuszem apostolskim Bontoc-Lagawe oraz biskupem tytularnym Bapara. Sakry biskupiej udzielił mu 4 sierpnia 2015 metropolita Nowej Segowii - arcybiskup Marlo Peralta.